# Herbstklagen
Herbstklagen ist das Debütalbum des Metal-Projektes Waldgeflüster, das am 27. Februar 2009 veröffentlicht wurde. Das Album wurde von Black Blood Records, einem Sublabel von Einheit Produktionen, sowie von Soulfood vertrieben. Es enthält 9 Titel (davon 2 Instrumental) und hat eine Gesamtspielzeit von ca. 60 Minuten. Verkauft wurde das Album in Deutschland, Österreich, der Schweiz und in weiteren Ländern Europas (durch den Mailorder EMP). Ebenso wie die Demo-CD Stimmen im Wind ist Herbstklagen ein Konzeptalbum.

## Inhalt
Inhaltlich geht es in Herbstklagen, anders als im traditionellen Black Metal, nicht um Satanismus, sondern um die Natur (im Herbst), die damit verbundene Einsamkeit, Depressionen und um Germanische Mythologie, was hauptsächlich im Pagan Metal besungen wird. Im zweiten Lied Herbst befiel das Land verarbeitet der Sänger Winterherz Friedrich Nietzsches Gedicht Vereinsamt:

„Sieh das Land im Herbst verwelken.
Spür den Riss in meinem Herzen
verloren was einst gewesen …
verloren was einst gewesen …
Die Krähen schreien und ziehen schwirren Flugs zur Stadt:
Weh mir, der keine Heimat hat.
Wie bringe ich die Jahre zurück?
Wie bringe ich mein Lachen zurück?
die Zeit heilt doch nicht alle Wunden …“

- WALDGEFLÜSTER (Herbst befiel das Land)
Original lautet es:

„Die Krähen schrein
Und ziehen schwirren Flugs zur Stadt:
Bald wird es schnein, -
Weh dem, der keine Heimat hat!“

- NIETZSCHE (Vereinsamt)
Im dritten Lied Wolfsgeheul greift Winterherz erstmals mythologische Themen auf, wie zum Beispiel Waldgeister, die den Wald bewohnten, ehe sie vertrieben wurden.
Wotan sang beschreibt die Entstehung Midgards und den Raub des Skaldenmets durch Wotan. Außerdem wird von der Riesenesche Yggdrasil, von der aus Wotan auf seinem Thron Hlidskialf das Land überblickt, berichtet.
Von Einsamkeit… beschreibt die Einsamkeit des Protagonisten, der selbst für diesen Schmerz verantwortlich ist. Er beschuldigt die Wälder, dass diese sein Lachen getötet haben und ihn dadurch verderben und sich von seinem Lachen nähren. Am Ende beschreibt der Protagonist die Einsamkeit als Freund und Feind.

## Titelliste
1. Sommerabend
2. Herbst befiel das Land
3. Wolfsgeheul
4. Wotan sang
5. Herbststürme
6. Von Einsamkeit…
7. Herbstlich Wanderung
8. Erster Schnee
9. Wintermorgen

## Kritiken
Walter Scherer von Powermetal.de beschrieb den Stil des Albums als Eintracht zwischen Romantik und bösartigem Black Metal, wobei er besonders hervorhob, dass die Liedtexte nicht kitschig wirkten, wie der Bandname des Musikers. Er bemängelte jedoch, dass der Sänger plakativ darauf hinweisen müsse, dass er keine politische Ideologie nahebringen wolle. Er gab dem Album 6,5 von 10 möglichen Punkten.
Nils Herzog von Musikreview.de beschrieb das Album als „beinahe eine Götterspeise des melancholischen Black Metals“. Vor allem die Growls des Sängers seien dem Kritiker positiv aufgefallen und seien mitreißend und ergreifend. Vor allem die zweite Klage, in der das Gedicht Vereinsamt mit eingebaut wurde, zaubere „echte Gänsehaut auf den Rücken“. Herzog gab dem Album 10 von 15 möglichen Punkten.
Björn Thorsten Jaschinski vom Rock Hard hingegen schrieb, dass die Überarbeitung des Lieds Wotan sang, der auch auf der Demo-CD vorhanden war, „hart an der Peinlichkeitsgrenze“ segle, wobei er auch den Titel der Demo-CD als „Juliane-Werding-Hit“ abstempelt. Der Kritiker gab dem Album lediglich eine 5.
Stefan Frühauf von dark-festivals.de bescheinigte dem Album einen „deftigen Sound“ und gelungene Akustikpassagen, der Gesang könne jedoch „weit weniger überzeugen“. Insgesamt bezeichnete er das Album als „durchschnittliches Debüt“.